# Frostburg State University

Logo

Die Frostburg State University ist eine US-amerikanische Universität in Frostburg, die zum University System of Maryland gehört.

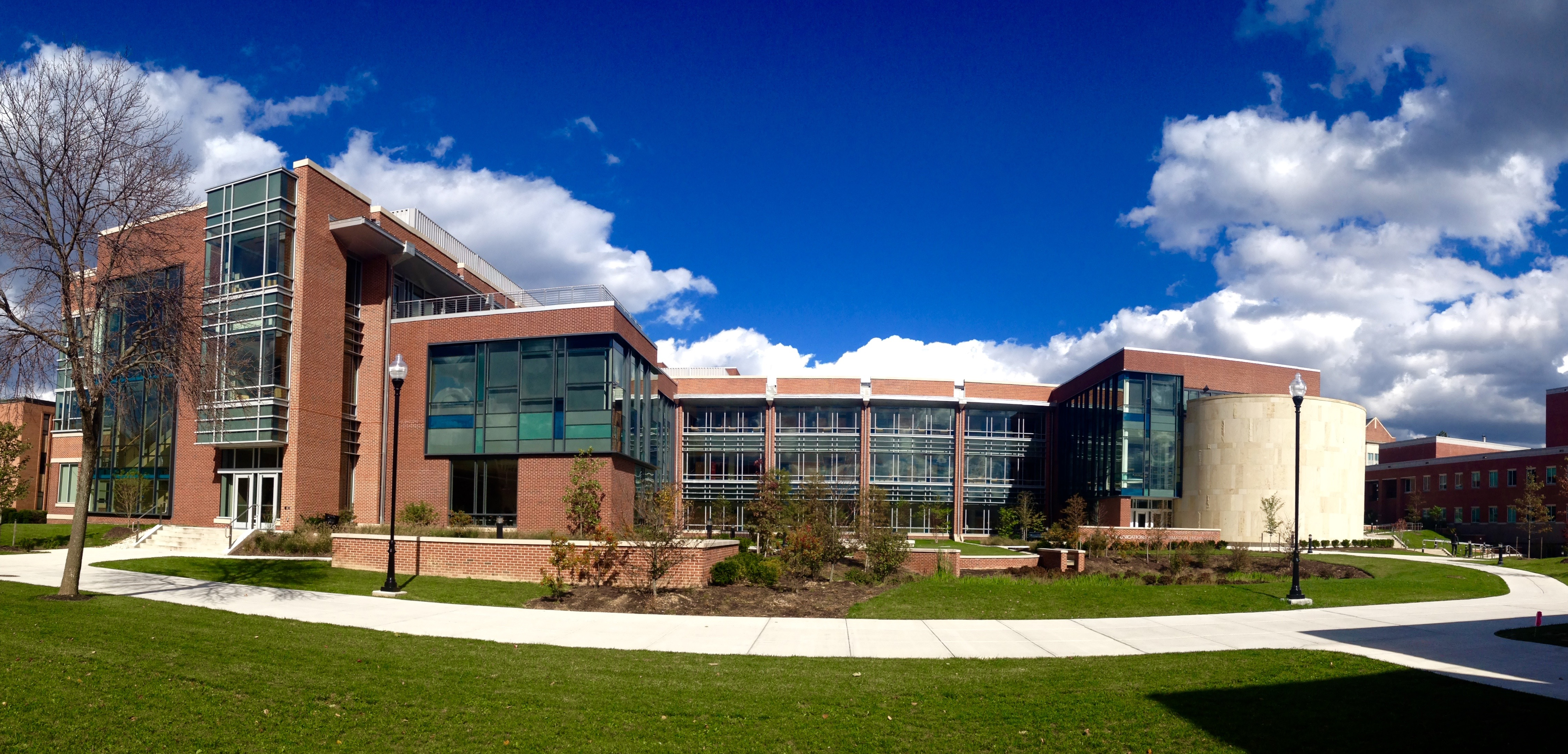
Gebäude der Frostburg State University für Kommunikations- und Informationstechnologie

Die Hochschule wurde 1898 unter dem Namen State Normal School gegründet und diente ursprünglich der Lehrerausbildung. 1935 wurde sie in Teachers' College at Frostburg umbenannt, 1945 in  Frostburg State Teachers College. Seit 1963 hieß sie Frostburg State College. Seit 1987 trägt sie den Namen Frostburg State University. An der Hochschule werden überwiegend Pädagogen und Betriebswirte ausgebildet. Sie verleiht akademische Bachelor- und Master-Titel.
Im Herbst 2020 hatte die Universität 4.857 Studierende. Davon strebten 4.119 (84,8 %) ihren ersten Studienabschluss an, sie waren also undergraduates. Von diesen waren 54 % weiblich und 46 % männlich; 1 % bezeichneten sich als asiatisch, 29 % als schwarz oder afroamerikanisch und 5 % als Hispanic/Latino. 738 (15,2 %) arbeiteten auf einen weiteren Abschluss hin, sie waren graduates.